# Morija (politická strana)
Morija (hebrejsky מוריה‎; podle jednoho z názvů pro Chrámovou horu v Jeruzalémě) byla izraelská politická strana založená roku 1990.

## Okolnosti vzniku a ideologie strany
Strana vznikla 25. prosince 1990 během funkčního období dvanáctého Knesetu zvoleného ve volbách roku 1988, když se poslanec Jicchak Perec odtrhl od své mateřské strany Šas. Vytvořil pak vlastní politickou formaci, která zůstala členem vlády Jicchaka Šamira a Perec si v ní udržel post ministra absorpce imigrantů. Strana přestala existovat před volbami roku 1992, v nichž Perec kandidoval za Sjednocený judaismus Tóry. Získal mandát, ale po třech dnech se jej vzdal.